# غراهام شو
غراهام شو (بالإنجليزية: Graham Shaw)‏ (8 أكتوبر 1951 بإدنبرة في المملكة المتحدة - ) هو لاعب كرة قدم بريطاني في مركز الهجوم. لعب مع دونفرملين أثلتيك وهارت أوف ميدلوثيان ونادي اربوراث.

## وصلات خارجية
- غراهام شو على موقع قاعدة بيانات كرة القدم.إي يو (الإنجليزية)